# رون هاوغ
رون هاوغ (بالنرويجية البوكمول: Rune Hauge)‏ هو لاعب كرة قدم نرويجي، ولد في 23 أبريل 1954.

## وصلات خارجية
- رون هاوغ على موقع IMDb (الإنجليزية)